# Vránai-tó
A Vránai-tó egy tó és kriptodepresszió Horvátországban, Észak-Dalmáciában, Pakoštanétól északkeletre. Horvátország legnagyobb tava és madárrezervátuma. A Vránai-tó Természetvédelmi Park része.

## Leírása
A tó Pakoštane és Vrána települések között északnyugat-délkeleti irányban elnyúlva 13,6 hosszan terül el. Az Adriai-tengertől egy 800-2500 méter széles mészkőgerinc választja el. Legnagyobb szélessége 3,5 km, legnagyobb mélysége 3,9 m, területe 30,7 km². Északi része valamivel mélyebb, mint a déli. Több forrásból és a Skorobić-patakból kap vizet. A Ravni kotari felszíni vizeinek csaknem felét gyűjti be. A legtöbb édesvíz a Kotarka nevű időszakos vízfolyásból kerül a tóba. Vize a Prosika-csatornán keresztül áramlik a Pirovac-öbölbe, de a felszíne alatti víznyelők által sok vize áramlik a föld alá is. A tenger közelsége és a tenger felszínénél alacsonyabb tófenék miatt a sós tengervíz a mészkőgerincen és a Prosika-csatornán keresztül behatol a föld alatt a tóba és sóssá teszi. A vízszint évente 0,95 m és 2,0 m között változik. A legmagasabb vízszint tavasszal, a legalacsonyabb a nagyobb nyári aszályok idején tapasztalható. Az északnyugati részen egy nagy, nádasokkal benőtt földterület alakult ki, amely a Neretva-delta nádasai mellett a legnagyobb az ország Adriai partvidékén.
Sekélysége miatt a tó vize hirtelen hőmérsékletváltozásoknak van kitéve. A februári 2,9 °C és a júliusi 25,2 °C között változik. Télen a tó felülete időnként befagy. Vizének sótartalma 0,16 és 0,86 százalék közötti. Aszályok és a nyári alacsony vízállás idején a tó vize kissé sósabb, mint az év többi részén (az Adria itt jellemzően 0,38 százalék sótartalmú). A vizsgálatok kimutatták, hogy a víz minősége és tisztasága az elmúlt évtizedekben romlott. A tó halakban gazdag (harcsa, ponty, angolna, márna stb.), a vörösszárnyú keszeg (Scardinius erythrophtalamus) ritka mediterrán alfaja is lakja.

## Fordítás
Ez a szócikk részben vagy egészben  a   Vransko jezero (Dalmacija) című horvát Wikipédia-szócikk ezen változatának fordításán alapul.  Az eredeti cikk szerkesztőit annak laptörténete sorolja fel. Ez a jelzés csupán a megfogalmazás eredetét és a szerzői jogokat jelzi, nem szolgál a cikkben szereplő információk forrásmegjelöléseként.